# Château de Clefmont
Le château de Clefmont est situé sur la commune de Clefmont, à 33 km à l'est de Chaumont, dans la Haute-Marne. Il est inscrit aux monuments historiques par arrêté du 13 février 1928.

## Histoire

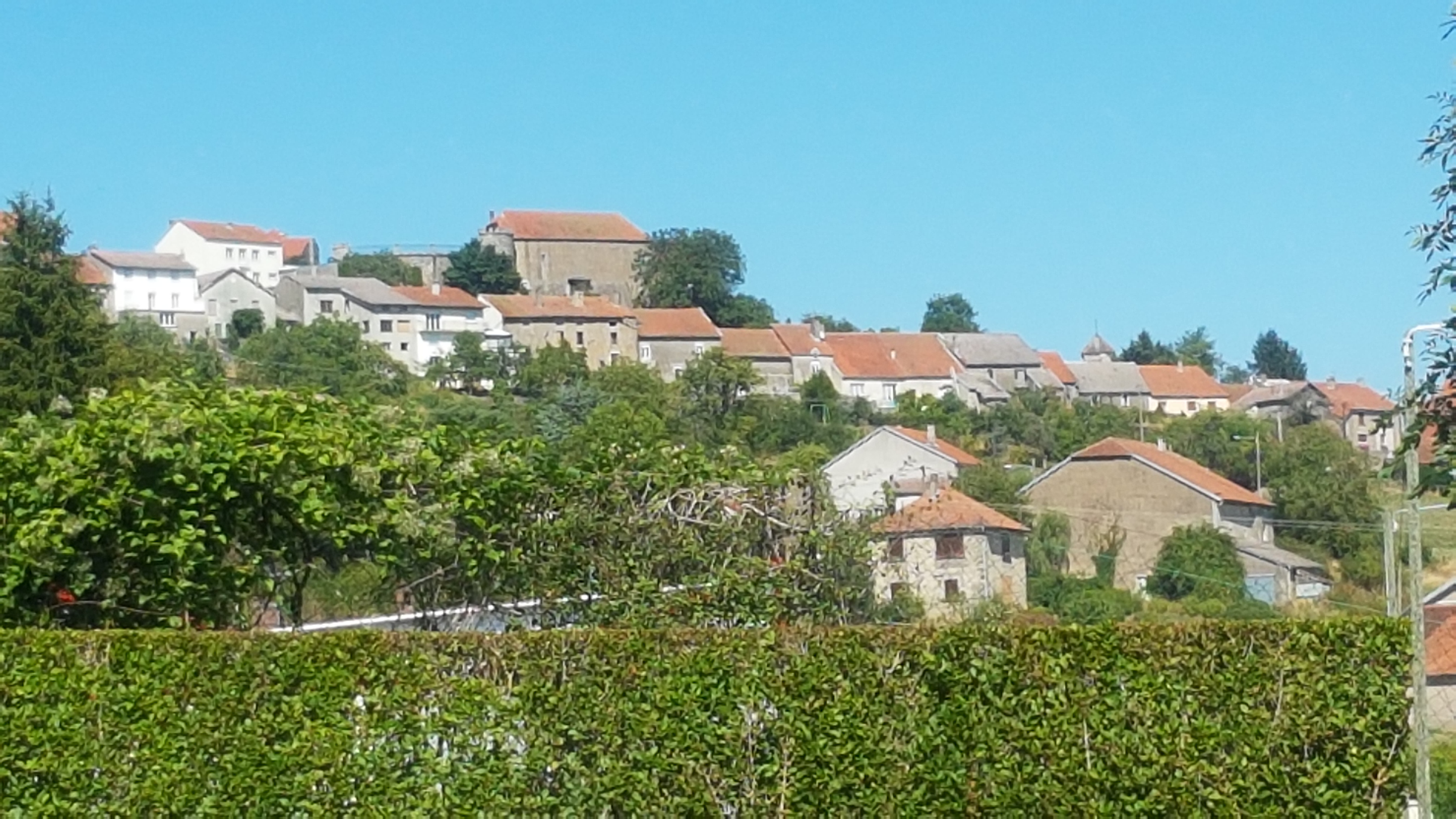
Vue du village de Clefmont et de son château.

Le château de Clefmont était le lieu de résidence des comtes de Bassigny puis des seigneurs de Clefmont. Il a probablement été bâti à la fin du Xe siècle ou au début du XIe siècle, mais il ne subsiste actuellement aucun élément de cette époque,.
En 1395, le château et la seigneurie de Clefmont sont transmis par mariage à une branche de la famille de Choiseul.
À partir de la fin du XVIIe siècle, les seigneurs de Clefmont ne demeurent plus au château.
En 1701, le marquis du Châtelet, nouveau propriétaire, fait bâtir le bâtiment actuel dans la cour.

## Architecture

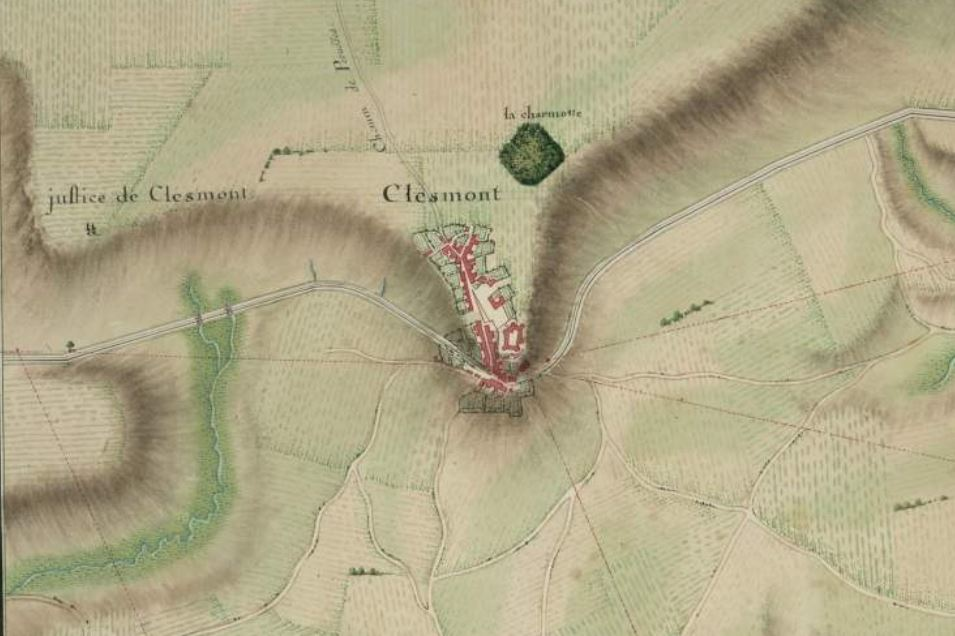
Clefmont sur l'Atlas de Trudaine, datant de la deuxième moitié du XVIIIe siècle.

C'était à l'origine un castrum, c'est-à-dire une construction de bois et de terre, construit sur une colline qui domine le Bassigny.
D'abord motte castrale, il devient à partir du XIIe siècle un véritable château fort protégé par des fossés taillés dans la roche et accessible par une entrée défendue par deux imposantes tours rondes avec pont-levis.
Au XVIIe siècle, les Choiseul aménagent le château afin de le rendre plus agréable à vivre dans le style de la Renaissance française et y percent de nombreuses fénêtres.
Au XVIIe siècle, le château est dévasté par un important incendie dont il reste encore des traces.
Aujourd'hui propriété privée, le château conserve encore d'imposants vestiges : tours rondes arasées, chapelle castrale Sainte-Catherine et ses fresques ainsi qu'un logis du XVIe siècle remanié au cours du temps.